# Beddomixalus bijui
Beddomixalus bijui é uma espécie de anfíbio anuro da família Rhacophoridae. É a única espécie descrita para o gênero Beddomixalus. O epíteto genérico homenageia Richard Henry Beddome. Endêmica da Índia, pode ser encontrada somente nas áreas de floresta tropical na porção ocidental do Platô Eravikulam em Kerala e no Platô Valparai (Montes Anamalai) em Tamil Nadu. A espécie foi descrita como Polypedates bijui em 2011, sendo recombinada para Beddomixalus bijui em 2013.